# Malavalli
Malavalli là một thị xã của quận Mandya thuộc bang Karnataka, Ấn Độ.

## Địa lý
Malavalli có vị trí 12°23′B 77°05′Đ / 12,38°B 77,08°Đ Nó có độ cao trung bình là 610 mét (2001 feet).

## Nhân khẩu
Theo điều tra dân số năm 2001 của Ấn Độ, Malavalli có dân số 35.800 người. Phái nam chiếm 51% tổng số dân và phái nữ chiếm 49%. Malavalli có tỷ lệ 64% biết đọc biết viết, cao hơn tỷ lệ trung bình toàn quốc là 59,5%: tỷ lệ cho phái nam là 69%, và tỷ lệ cho phái nữ là 58%. Tại Malavalli, 13% dân số nhỏ hơn 6 tuổi.